# Fortore
Fortore je řeka v Itálii. Je dlouhá 86 km a její povodí má rozlohu 1 687 km².
Pramení na Monte Altieri v severních Kampánských Apeninách v nadmořské výšce 840 m. Má čtyři zdrojnice: Fiumarelle, Foiano, Montefalcone a San Pietro. Teče severovýchodním směrem a protéká provinciemi Benevento, Campobasso a Foggia. Část jejího toku tvoří hranici mezi Molise a Apulií. Nedaleko Serracaprioly se řeka vlévá do Jaderského moře. Východně od ústí Fortore do moře se nachází rozsáhlá vodní plocha Lago di Lesina. Do povodí řeky zasahuje Národní park Gargano.
Nejvýznamnějším přítokem je Tappino. Vodní režim je závislý na ročním období: v zimě se řeka často rozvodňuje, zatímco v létě větší část koryta vysychá. Průměrný průtok dosahuje 13,5 m³/s. V řece je lovena parma obecná. Na březích roste topol bílý a jilm habrolistý. Údolí řeky je vymezeno pohořím Monti Dauni, na dolním toku leží nížina Tavoliere, kde se pěstují obilniny, cizrna a réva vinná. 
Ve starověku se řeka nazývala Fertur nebo Fertor. Byly zde nalezeny pozůstatky římského města Teanum Apulum. V roce 1053 se konala bitva u Civitate, v níž Normani porazili vojsko Lva IX. Na pobřeží se nachází věž Torre Fortore, stavební památka ze 16. století.
Na přelomu padesátých a šedesátých let dvacátého století byla na řece vybudována největší italská přehradní nádrž Lago di Occhito o rozloze 13 km².